# Hieracium lapponicum
Hieracium lapponicum es una especie de planta con flor del género Hieracium, de la familia Asteraceae, orden Asterales.

## Distribución
Hieracium lapponicum se distribuye por Noruega, Suecia, Finlandia y Rusia.

## Taxonomía
Fue descrita científicamente por R. E. Fr.
Tratamiento taxonómico
La especie aparece registrada en una sección de la publicación Nova Acta Regiae Soc. Sci. Upsal.